# Stylophorum diphyllum
Espèce
Stylophorum diphyllum est une espèce de plantes à fleurs de la famille des Papavéracées originaire d'Amérique du Nord.